# Ana Beatriz Barros
Ana Beatriz Barros (ur. 29 maja 1982 w Itabira) – brazylijska supermodelka. Występowała dla Guess, Victoria’s Secret, Chanel i linii ubrań Jennifer Lopez.

## Młodość
Urodziła się w małym miasteczku Itabira w Minas Gerais w Brazylii jako córka Soni – gospodyni domowej i Reinato – inżyniera mechanika. Jej rodzice są pochodzenia portugalsko-hiszpańskiego. Ana posiada także włoskie korzenie. Z czasem rodzina przeprowadziła się do Rio de Janeiro, gdzie spędzała dzieciństwo. Jest najmłodszą z trzech sióstr. Starsze siostry to Patricia (która również jest modelką) i Maria Luisa nazywana przez rodzinę i przyjaciół Malu.

## Kariera
Ana razem z siostrą Patricią chodziły po plaży Rio, kiedy zostały zauważone przez reprezentanta Elite Model. Barros poszła zobaczyć biuro Elite Model, gdzie Sergio Mattos zaproponował jej udział w Elite Model Look 1996, który wygrała w Brazylii (była druga na świecie). Elite wysłało jej zdjęcia do Guess, który dał jej przewodnictwo w kampanii Millennium GUESS?. Wystąpiła w niej ze swoją przyjaciółką Alessandrą Ambrosio.
Wystąpiła w wielu reklamach takich firm jak Christian Dior, Armani Jeans, Oakley, L’Oréal, Naf Naf, Diesel, 'Ermanno Scervino, Victoria’s Secret, Chanel.
W 2004 r. Jennifer Lopez wybrała Anę do bycia twarzą jej nowej linii damskiej bielizny. „Szukałam kogoś młodego, seksownego i uniwersalnie uroczego” powiedziała Jennifer Lopez.
Barros uczestniczyła w pokazach takich firm jak Valentino, Missoni, Gucci, Christian Dior, Versace, Emporio Armani, Jean-Paul Gaultier, Dolce & Gabbana.
Pojawiła się 6 razy w Sports Illustrated w strojach kąpielowych.

## Życie osobiste
Obecnie mieszka w Nowym Jorku w dzielnicy Manhattan, ale ciągle podróżuje. Ma także mieszkanie w Brazylii, dokąd przyjeżdża często w odwiedziny do swojej rodziny.